# Spintronik
Die Spintronik (aus den Wörtern Spin und Elektronik), manchmal auch Spinelektronik oder Fluxtronik genannt, ist ein modernes Forschungsgebiet, das sowohl Teil der Grundlagenforschung (Festkörperphysik, Nanotechnologie) als auch besonders stark anwendungsbezogen (Nanoelektronik, Quantentechnologie) ist. Die Spintronik basiert auf dem magnetischen Moment des Elektrons zur Informationsdarstellung und -verarbeitung und nicht nur auf dessen elektrischer Ladung wie die herkömmliche Halbleiterelektronik.
Unter dem älteren Begriff Magnetoelektronik wird im Wesentlichen ebenfalls die Nutzung des Elektronenspins zur Informationsverarbeitung verstanden. Im Gegensatz dazu ist in dem allgemeineren Begriff Spintronik jedoch u. a. die Erkenntnis enthalten, dass man Spins nicht nur mit Magnetfeldern, sondern z. B. auch mit elektrischen Feldern manipulieren kann.

## Grundlagen
Die Spintronik beruht auf der Möglichkeit der sogenannten Spininjektion in Halbleitermaterialien, aber auch in organischen oder metallischen Materialien, und die Spininjektion kann z. B. vom Metall in den Halbleiter erfolgen. Mit der Spininjektion können in den genannten Materialien spinpolarisierte Ströme erzeugt werden. Diese weisen mit Betrag und Richtung des Spinerwartungswerts weitere Freiheitsgrade auf, die als zusätzliche Eigenschaften für die Informationsdarstellung genutzt werden können. Zusätzlich können spinpolarisierte Ströme magnetische Materialien beeinflussen, wodurch beispielsweise magnetische Domänen in einen anderen Zustand überführt werden können, wodurch Informationen kodiert werden können.

## Anwendungen
Eine Anwendung der Spintronik sind Festplatten mit „Spinvalve“-Dünnschicht-Leseköpfen, die den GMR-Effekt (Riesenmagnetowiderstand) oder TMR-Effekt nutzen. Der GMR-Effekt ermöglicht es, sehr kleine magnetische Domänen zu detektieren und so die Kapazität von Festplatten deutlich zu steigern. Für die Entdeckung des GMR-Effektes wurde Albert Fert und Peter Grünberg 2007 der Nobelpreis für Physik verliehen.

## Speichermedien: Ferromagnetismus versus Antiferromagnetismus
Während man bei den gegenwärtigen Anwendungen ausschließlich mit ferromagnetischen Speichermedien und Lese- bzw. Schreibköpfen arbeitet, um die genannten Effekte auszunutzen, sind seit einiger Zeit (~ 2013 bis 2014) auch antiferromagnetische Materialien Gegenstand aktueller Forschungen, da mit antiferromagnetischem Material die Bits 0 und 1 ebenso gut wiedergegeben werden können, wie mit ferromagnetischem Material. Statt der gewohnten Zuordnung,
- 0 ↦ „Magnetisierung nach oben“ bzw.
- 1 ↦ „Magnetisierung nach unten“,

benutzt man etwa:
- 0 ↦ „vertikal-alternierende Spinkonfiguration“ bzw.
- 1 ↦ „horizontal-alternierende Spinkonfiguration“.

Dies entspricht mathematisch dem Übergang von der Drehgruppe SO(3) zu der zugehörigen relativistischen Überlagerungsgruppe, der „Doppelgruppe“ SU(2).
Die Hauptvorteile des Einsatzes von antiferromagnetischem gegenüber ferromagnetischem Material sind
1. die Unempfindlichkeit gegen Streufelder und
2. die um Größenordnung kürzeren Umschaltzeiten.

### Allgemein
- Thomas Liebsch: Mit Mini-Magneten ist zu rechnen. Spintronik: Ein Dreifach-Gatter als digitaler Universalbaustein. In: Telepolis. Heise Verlag, 21. Januar 2006, abgerufen am 20. Dezember 2022.
- Richard Sietmann: Fortschritt in der Silizium-Spintronik. In: Heise Newsticker. Heise Verlag, 27. August 2007, abgerufen am 22. Februar 2017.
- Spintronik. In: Welt der Physik. BMBF, DPG, abgerufen am 20. Dezember 2022.
- Experten überzeugt: "Spintronik" wird sich durchsetzen. In: Futurezone. 7. September 2015, abgerufen am 20. Dezember 2022.
- Spintronik: Neuartige Kristalle für die Computerelektronik der Zukunft. In: Aktuelles aus der Goethe-Universität Frankfurt. 25. Februar 2022, abgerufen am 20. Dezember 2022.
- Spintronik wird chiral - Fraunhofer IPMS. In: Fraunhofer-Institut für Photonische Mikrosysteme. 21. April 2022, abgerufen am 20. Dezember 2022.

### Fachartikel
- Igor Žutić, Jaroslav Fabian, S. Das Sarma: Spintronics: Fundamentals and applications. In: Reviews of Modern Physics. Band 76, Nr. 2, 23. April 2004, S. 323–410, doi:10.1103/RevModPhys.76.323 (englisch).
- Albert Fert: Nobel Lecture: Origin, development, and future of spintronics. In: Reviews of Modern Physics. Band 80, Nr. 4, 17. Dezember 2008, S. 1517–1530, doi:10.1103/RevModPhys.80.1517 (englisch).
- Peter A. Grünberg: Nobel Lecture: From spin waves to giant magnetoresistance and beyond. In: Reviews of Modern Physics. Band 80, Nr. 4, 17. Dezember 2008, S. 1531–1540, doi:10.1103/RevModPhys.80.1531 (englisch).
- David Awschalom, Nitin Samarth: Spintronics without magnetism. In: Physics. Band 2, 15. Juni 2009, S. 50, doi:10.1103/Physics.2.50 (englisch).
- Atsufumi Hirohata u. a.: Review on spintronics: Principles and device applications. In: Journal of Magnetism and Magnetic Materials. Band 509, September 2020, S. 166711, doi:10.1016/j.jmmm.2020.166711 (englisch).
- E Y Vedmedenko u. a.: The 2020 magnetism roadmap. In: Journal of Physics D: Applied Physics. Band 53, Nr. 45, 4. November 2020, S. 453001, doi:10.1088/1361-6463/ab9d98 (englisch).

### Fachbücher
- Tomasz Dietl, David D. Awschalom, Maria Kamińska, Hideo Ohno (Hrsg.): Spintronics (= Semiconductors and Semimetals. Band 82). Elsevier Academic Press, Amsterdam Heidelberg 2008, ISBN 978-0-08-044956-2 (englisch).
- Thomas Schäpers: Semiconductor Spintronics (= De Gruyter textbook). De Gruyter, Berlin ; Boston 2016, ISBN 978-3-11-036167-4 (englisch).
- Jürgen Smoliner: Grundlagen der Halbleiterphysik II: Nanostrukturen und niedrigdimensionale Elektronensysteme. Springer Berlin Heidelberg, Berlin, Heidelberg 2021, ISBN 978-3-662-62607-8, doi:10.1007/978-3-662-62608-5.
- Rainer Waser (Hrsg.): Nanoelectronics and Information Technology: Advanced Electronic Materials and Novel Devices. 3rd, completely rev. and enlarged ed Auflage. Wiley-VCH, Weinheim 2012, ISBN 978-3-527-40927-3 (englisch).
- Roland Wiesendanger (Hrsg.): Atomic- and Nanoscale Magnetism (= NanoScience and Technology). Springer International Publishing, Cham 2018, ISBN 978-3-319-99557-1, doi:10.1007/978-3-319-99558-8 (englisch).

### Institute und Forschung (Beispiele)
- Peter Grünberg Institut (PGI)[2] des FZ Jülich
- Felix-Bloch-Institut (FBI)[3] für Festkörperphysik der Universität Leipzig
- Forschungsbereich "Magnetism and Spintronics" des Walther-Meißner-Instituts
- Verschiedene Forschungsbereiche des Max-Planck-Institut für Mikrostrukturphysik

### Verjährt oder Andere
- DFG Priority Program "Semiconductor Spintronics". Deutsche Forschungsgemeinschaft (DFG), 27. September 2013, abgerufen am 22. Februar 2017.